# فایرگاردن (تنسی)
فایرگاردن(به انگلیسی: Fairgarden) شهری در ایالت تنسی کشور ایالات متحده آمریکا است که جمعیت آن در سرشماری سال ۲۰۱۰ میلادی، ۵۲۹ نفر بوده‌است.